# Eagle Rock
Eagle Rock – jednostka osadnicza w Stanach Zjednoczonych, w stanie Missouri, w hrabstwie Barry.